# 비전향 장기수
비전향 장기수(非轉向 長期囚)는 공산주의 사상을 포기하지 않고 대한민국의 감옥에서 장기간 생활한 국내 빨치산, 남로당, 조선인민군 포로와 남파 간첩을 지칭하는 말이다. 또 다른 명칭으로는 ‘미전향 장기수’(未轉向 長期囚)가 있는데 이는 '아직 전향하지 않은 장기수'라는 의미로 미전향 장기수를 곧 전향해야 할 대상으로 보고 전향을 강요하거나 유인하겠다는 뜻이 담겨 있어서 현재는 ‘비전향 장기수’라는 명칭이 주로 사용된다. 비전향 장기수를 다룬 매체로 영화 《송환》과 《선택》이 있다.
대한민국 정부와 사법부에서는 2003년까지 사상전향제도와 준법서약제도를 도입, 전향하지 않은 국가보안법 위반 장기수들의 가석방 및 출소를 막았다. 특히 독재정권 시절이었던 1960년대부터 1980년대까지는 사회안전법으로 인해 형기와 무관하게 사상범을 보호감호소에 종신 수용하는 것이 가능했는데, 이 과정에서 고문이나 협박 등의 방법이 사용되었다. 1987년 민주화 이후에는 사회안전법이 폐지되었고 고문 등의 비인권적 행위들은 전부 사라졌지만 사상전향제도 자체는 폐지되지 않고 존치되었다. 군부정권의 연장이었던 노태우 정권과 문민정부였던 김영삼 정권 역시 사상전향제도를 폐지하지 않고 유지하였다. 이 때문에 1995년 유엔으로부터 사상전향제도는 세계인권선언 위반이라는 지적을 듣기도 했다.
1998년 집권한 국민의 정부는 그 해 7월 사상전향제도를 전격 폐지하였고 대신 준법서약제를 도입하였다. 준법서약제도는 기존 사상전향제가 요구했던 사상에 대한 자아 비판, 체제에 대한 충성을 다짐하는 항목 등이 전부 삭제되고 '대한민국의 헌법과 법률을 준수할 것'이라는 기본적인 헌법준수 의지에 관한 내용만 남았다. 이는 헌법에 규정된 양심의 자유를 최대한 보장하는 선에서 사상범들의 출소 이후 이적 및 반체제 활동을 막는 데 있었으며, 2002년 진보 단체에서 헌법재판소에 위헌 소송을 냈지만 '준법서약은 단순한 확인서약에 불과하기 때문에 양심의 영역을 건드리지 않으며 정책수단으로서의 적합성이 인정된다'는 판결을 내리며 합헌 판정을 받았다.
2003년 참여정부가 출범한 이후 노무현 대통령은 후보 시절 공약으로 내걸었던 준법서약제 폐지를 지시하였고 2003년 7월 7일 공식적으로 폐지되었다. 당시 한나라당을 비롯한 보수성향 시민단체에서의 반발이 일어나기도 했었다. 준법서약제도 폐지 이후에는 국가보안법 위반 사범이나 반체제 인사들의 출소 및 가석방은 자유로워졌으나, 대신 가석방 후 보안관찰법을 통해 이들의 동향을 감시하였다. 그러던 2019년 10월 8일, 보안관찰법도 폐지되었다.

## 역사
- 1991년 2월 25일 광복 직후부터 ‘극좌활동’을 하다가 1955년 국가보안법 위반혐의로 구속된 허영철 71살에 특별 가석방.
- 1993년 3월 19일 - 리인모 송환.
- 1998년 7월 - 대한민국 행정부, 전향 제도 폐지, 준법서약제도 도입.
- 2000년 9월 2일 - 송환을 희망하는 63명 송환.
- 2003년 7월 7일 - 준법서약제도 폐지.
- 2005년 10월 2일 - 사망한 정순택의 시신 송환.
- 2017년 3월 25일 - 1960년 6월 국가보안법 위반 혐의로 체포돼 1991년 12월까지 31년 6개월을 구속, 정부의 강제전향 압박을 거부하다 2002년 사면 6.15공동선언실천남측위원회 전북본부 고문을 맡은 박봉현(98) 사망.[1]

## 비판
납북자 문제가 전혀 해결되지 못한 상황에서 비전향 장기수를 군사분계선 이북으로 송환하는 조치가 적절한지에 대한 논란이 있다.

## 2000년 송환된 63명 명단
| - 강동근 - 김명수 - 고광인 - 김동기 - 김석형 - 김선명 - 김영달 - 김영만 - 김영태 - 김용규 - 김용수 - 김우택 - 김은환 - 김익진 - 김인수 - 김인서 - 김종호 - 김중종 - 김창원 - 량정호 - 류연철 | - 류운형 - 류한욱 - 리경구 - 리경찬 - 리공순 - 리두균 - 리세균 - 리재룡 - 박문재 - 박완규 - 방재순 - 석용화 - 손성모 - 송상준 - 신광수 - 신린수 - 신인영 - 안영기 - 오형식 - 우용각 - 윤용기 | - 윤희보 - 이종 - 이종환 - 임병호 - 장병락 - 장호 - 전진 - 전창기 - 조창손 - 최선묵 - 최수일 - 최하종 - 한백렬 - 한장호 - 한종호 - 한춘익 - 함세환 - 홍경선 - 홍명기 - 홍문거 - 황용갑 |

## 석방된 장기수
(체포된 연월일 ~ 석방된 연월일)
- 김선명 1951년 10월 15일 ~ 1995년 8월 15일 (43년 10개월 복역으로 최장기 복역)
- 최수일 1965년 3월 5일 ~ 1999년 2월 25일
- 안학섭 1953년 3월 ~1995년 8월 15일
- 리경찬 1965년 11월 12일 ~ 1999년 2월 25일
- 이종환 1951년 10월 ~ 1993년 3월 6일
- 왕영안 1958년 ~ 1991년 5월 25일
- 우용각 1958년 7월 12일 ~ 1999년 2월 25일
- 김동기 1966년 5월 18일 ~ 1999년 2월 25일
- 김우택 1952년 2월 25일 ~ 1991년 2월 25일
- 장호 1958년 7월 25일 ~ 1991년 2월 25일
- 윤용기 1959년 7월 3일 ~ 1998년 3월 13일
- 임병호 1959년 9월 27일 ~ 1991년 12월 24일
- 한장호 1957년 11월 20일 ~ 1995년 8월 15일
- 박완규 1967년 9월 9일 ~ 1999년 2월 25일
- 방재순 1953년 8월 ~ 1991년 2월 25일
- 이공순 1967년 12월 10일 ~ 1999년 2월 25일
- 장병락 1962년 4월 4일 ~ 1999년 2월 25일
- 박봉현 1960년 2월 19일 ~ 1991년 2월 25일
- 홍명기 1962년 4월 22일 ~ 1999년 2월 25일
- 신인영 1967년 3월 9일 ~ 1998년 3월 13일
- 이경구 1952년 11월 7일 ~ 1989년 6월 9일
- 홍경선 1967년 9월 17일 ~ 1998년 3월 13일
- 안영기 1962년 8월 12일 ~ 1999년 2월 25일
- 윤수갑 1967년 9월 ~ 1998. 3월 13일
- 최선묵 1962년 8월 12일 ~ 1999년 2월 25일
- 김종호 1961년 5월 25일 ~ 1991년 5월 25일
- 류한욱 1955년 ~ 1991년 2월 25일
- 김익진 1969년 6월 10일 ~ 1999년 2월 25일
- 최하종 1962년 3월 5일 ~ 1998년 3월 13일
- 김창원 1969년 6월 12일 ~ 1999년 2월 25일
- 홍문거 1957년 5월 20일 ~ 1993년 3월 6일
- 양정호 1969년 6월 16일 ~ 1999년 2월 25일
- 양희철 1963년 4월 24일 ~ 1999년 2월 25일
- 오형식 1969년 6월 5일 ~ 1999년 2월 25일
- 김명수 1957년 7월 28일 ~ 1993년 3월 6일
- 이재룡 1970년 6월 19일 ~ 1999년 2월 25일
- 허영철 1955년 7월 20일 ~ 1991년 2월 25일
- 김은환 1969년 9월 8일 ~ 1999년 2월 25일
- 김인수 1962년 8월 9일 ~ 1998년 3월 13일

### 2차송환 문제
1차송환 이후 강제전향 당한 장기수들이 문제를 제기하며 송환을 요구하고 있다. 처음 요구를 시작한 인원은 33명이었지만 시간이 지나 20명의 장기수들은 돌아가시고 현재 13명이 남아있다.비전향장기수: '가족 한번 보고 죽는 게 소원'… 북송 바라는 백발의 장기수들
(사)정의·평화·인권을 위한 양심수후원회 2021년 6월 15일부터 서울 광회문 통일부 앞에서 비전향 장기수 소환을 요구하는 릴레이시위를 진행하고 있다.
현재 송환을 요구하고 있는 장기수
- 양원진
- 최일헌
- 김영식
- 박희성
- 김동수
- 이광근
- 류기진
- 문일승
- 김교영
- 허찬영
- 양희철
- 박정덕
- 박수분

## 같이 보기
- 양심수
- 권오석